# Fats Jenkins
Clarence Reginald Jenkins, detto Fats (New York, 10 gennaio 1898 – Filadelfia, 6 dicembre 1968), è stato un cestista e giocatore di baseball statunitense.
Nel 2021 è stato inserito fra i membri del Naismith Memorial Basketball Hall of Fame.

## Carriera
Fra i pionieri dello sport afroamericano degli anni venti, Jenkins si è distinto giocando da professionista contemporaneamente a baseball e a pallacanestro sin da adolescente, concludendo la carriera nel 1940.